# Al Mina
Al-Mina (en àrab "el port"), és el nom modern donat per Sir Leonard Woolley a un lloc comercial a l'estuari de l'Orontes, prop de l'actual Samandag a Turquia.
El lloc va ser excavat el 1936 per Sir Leonard Woolley, que va considerar que era una de les primeres colònies gregues de l'antiguitat, fundada poc abans de l'any 800 aC, en competència directa amb la Fenícia del sud.
Les excavacions a Al-Mina es van iniciar l'any 1936 per Leonard Woolley, que decebut de no trobar un port de l'edat del bronze traslladar les seves excavacions a Alalakh.